# 湖北省慈善总会
湖北省慈善总会是一个具有独立法人资格的、湖北省全省性公益类社会团体，总会成立于1995年，曾被中华人民共和国民政部授予“全国先进社会组织”称号，2018年被评为湖北省5A级社会组织。